# Ján Čarnogurský
Ján Čarnogurský (* 1. ledna 1944 Bratislava) je bývalý československý a slovenský politik, disident. V minulosti zastával například funkce místopředsedy federální vlády (1990), předsedy vlády Slovenské republiky (1991–1992) a ministra spravedlnosti Slovenska (1998–2002).

## Život

### Osobní život
Jeho otcem byl politik Pavol Čarnogurský. Má čtyři sourozence, bratry Ivana (politik), Pavla mladšího a sestry Marinu (sinoložka) a Oľgu (překladatelka).
Je ženatý a má čtyři děti.

### Studium
Vystudoval práva na Karlově univerzitě v Praze. Doktorát práv získal v roce 1971 na Univerzitě Komenského v Bratislavě.

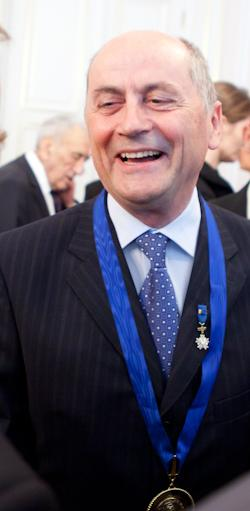
Ján Čarnogurský v kanceláři polského prezidenta (2011).

### Disent
V letech 1970–1981 pracoval jako advokát v Bratislavě a v tomto povolání se stal známým jako zástupce náboženských aktivistů a politických disidentů v rámci celého Československa.
V roce 1981 ho vyloučili z advokacie. Důvodem byla jeho obhajoba v politickém procesu. Nejprve pracoval jako řidič, později se stal podnikovým právníkem.
V roce 1987 úplně ztratil zaměstnání. Pokračoval v poskytování právních konzultaci náboženským a opozičním politickým aktivistům. V roce 1988 začal vydávat samizdatový časopis Bratislavské listy.
V srpnu 1989 byl zatčen a obviněn z podvracení republiky právě za vydávání Bratislavských listů a přípravu vzpomínky na lidi, které v roce 1968 v Bratislavě a na jiných místech Slovenska zastřelili vojáci z okupačních vojsk Varšavské smlouvy. Z vězení byl propuštěn až 25. listopadu 1989 v období sametové revoluce, když tehdejší prezident Gustáv Husák zastavil trestní stíhání např. M. Kusého, J. Rumla, P. Uhla a R. Zemana.

### Listopad 1989 a veřejné funkce v 90. letech

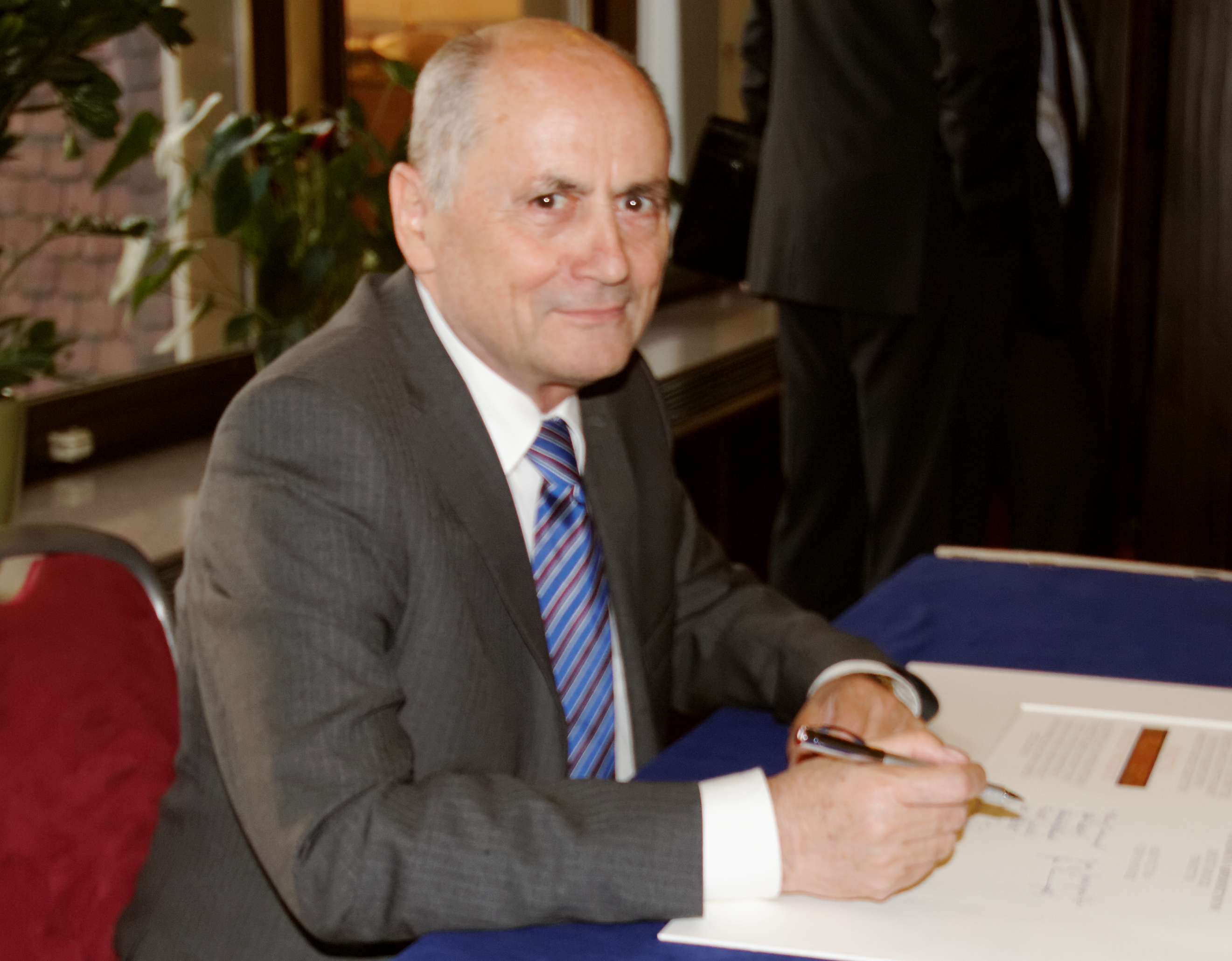
2013

Od 10. prosince 1989 do 6. dubna 1990 byl prvním místopředsedou federální vlády národního porozumění a předsedou Legislativní rady vlády ČSFR od února do srpna 1990. Později se stal místopředsedou vlády ČSFR (od 6. dubna 1990 do 27. června 1990). Od 27. června 1990 do 23. dubna 1991) na Slovensku zastával funkci prvního místopředsedy vlády Slovenské republiky, předsedy Rady vlády SR pro informační politiku a masmédia a předsedy Rady vlády SR pro národnosti a etnické skupiny.
Byl iniciátorem vzniku Křesťanskodemokratického hnutí (KDH). Na jeho zakládajícím sněmu v únoru 1990 byl zvolen za předsedu. V této funkci působil až do roku 2000.
Ve volbách roku 1990 zasedl za KDH do Sněmovny lidu Federálního shromáždění (volební obvod Bratislava). Na mandát ale ještě v červnu 1990 rezignoval. V listopadu 1990 byl po 20 dnů pověřen přechodně řízením Ministerstva vnitra Slovenské republiky. Předsedou vlády SR byl od dubna 1991 do června 1992. Kromě toho krátce od dubna do května 1991 byl pověřen i postem ministra zahraničních vztahů Slovenské republiky.
V roce 1992 byl nominován na ocenění ROPÁK. Navrhovatelé uvedli, že to má být za „prozíravost, se kterou pochopili skvěle koncipované plány svých předchůdců a za buldočí vytrvalost, se kterou prosazují unikátní projekt totální likvidace celého slovenského Podunají“, a za „smělost, se kterou se ekologům vysmál do tváře, když se na gabčíkovské staveniště vypravil v době celosvětového Dne Země.“
V letech 1998–2002 působil v první vládě Mikuláše Dzurindy jako ministr spravedlnosti.
V roce 2000 odstoupil z funkce předsedy KDH a založil vlastní advokátní kancelář.

### Soukromá VŠ
V roce 2003 stal u zrodu Panevropské vysoké školy (dříve Bratislavská vysoká škola práva) se sídlem v Bratislavě, která již v roce 2004 jako první soukromá vysoká škola právnického zaměření na Slovensku přijala své první studenty. V současnosti je členem její správní rady.

### Rusofilství
Ján Čarnogurský se jako jeden z mála polistopadových politiků vždy veřejně hlásil ke svému rusofilství. Je předsedou Slovensko-ruské spoločnosti, založené v roce 2006. Valné shromáždění uvedené společnosti, které se konalo v lednu roku 2015, vyzvalo vládu Slovenské republiky, aby nepodpořila sankce Evropské unie proti Rusku.
Jeho proruské postoje ocenil Vladimír Putin a v listopadu 2024 mu udělil Řád cti za upevnění přátelství a spolupráce mezi národy. Na podzim 2024 dostal ruské státní vyznamenání Řád cti a řád Za věrnost povinnosti, udělovaný spornou ruskou Krymskou republikou.

### Kandidatura na prezidenta
Roku 2014 kandidoval na prezidenta Slovenské republiky. Ve volbách získal 0,64 % hlasů a nepostoupil do druhého kola.

## Vyznamenání
- velkokříž Řádu za zásluhy Polské republiky – Polsko, 2008[13]
- Řád přátelství – Rusko, 2012[14]
- Řád cti – Rusko, 2024[15]